# 克里斯蒂安·拉普
克里斯蒂安·拉普（芬蘭語：Christian Rapp，1928年5月22日—2004年7月4日），芬兰男子冰球运动员，场上位置是前锋。他曾代表芬兰国家队参加1952年冬季奥林匹克运动会冰球比赛，获得第7名。